# سسمی
پروژه سزامی یا سِسِمی (به انگلیسی: SESAME) با نام کامل تابش سنکروترون برای تحقیقات علوم تجربی و کاربردی در خاورمیانه (به انگلیسی: Synchrotron-Light for Experimental Science and Applications in the Middle East) یک مجتمع تحقیقاتی در ۳۵ کیلومتری امان پایتخت اردن است که در سال ۲۰۱۷ با همکاری ۱۴ کشور راه‌اندازی شد.
در این پروژه کشورهایی که سال‌ها است با هم رابطه‌ای خصمانه دارند، از جمله ایران و اسرائیل و فلسطین با هم همکاری کرده‌اند. این پروژه افزون بر حمایت مالی کشورهای عضو از حمایت مالی ایتالیا، یونسکو، اتحادیه اروپا و مرکز تحقیقاتی سرن در سوییس هم بهره‌مند بوده است. این پروژه اولین و تنها سنکروترون در خاورمیانه و یکی از  شصت سنکروترون دیگر در دنیاست که بیرون از خاورمیانه هستند.

## مشخصات
پروژه سسمی پروژه‌ای است منطقه‌ای که در سال ۱۳۷۸ توسط سازمان علمی آموزشی و فرهنگی ملل متحد (یونسکو) پایه‌گذاری شد. این مرکز سپس در سال ۱۳۸۲ به یک مرکز مستقل تبدیل شد. ایده این مرکز توسط یک دانشمند آلمانی به نام آدولف ووس و یک دانشمند آمریکایی با نام هرمان وینیک ارائه شد. در صورت پیشرفت پروژه در آینده این مرکز می‌تواند به عنوان اولین مرکز تولیدکننده نور سینکروترون برای تحقیقات و آزمایش‌های در خاورمیانه به مرکز پایه علوم و صنعت شتاب‌دهنده تبدیل شود. محل استقرار ماشین سینکروترون و مرکز در شهر الان در شمال غربی امان پایتخت اردن قرار دارد.
این مجموعه تحقیقاتی شامل یک سینکروترون (شتاب‌دهنده ذرات در میدان‌های الکتریکی-مغناطیسی در مسیری مدور) و یک شتاب‌دهنده ذرات است که به صورت یک میکروسکوپ بسیار قوی عمل می‌کند. محیط مسیر مدور این سینکروترون ۱۲۴٫۸ متر، قدرت آن ۲٫۵ گیگا الکترون ولت و حداکثر شدت جریان آن ۴۰۰ میلی‌آمپر است. سینکروترون از میدان‌های الکتریکی-مغناطیسی استفاده می‌کند تا ذرات را به نزدیکی سرعت نور برساند. این ذرات سریع می‌توانند در دل هر چیز نفوذ کنند و تصویری از آن به ما بدهند، از سلول‌های سرطانی در بافت‌های بدن گرفته تا اشیاء عتیقه.

## نام
واژه سسمی (SESAME) در انگلیسی به معنای لغوی کنجد است و در واقع کوتاه شده عبارت Synchrotron-Light for Experimental Science and Applications in the Middle East است که می‌توان آن را «تابش سینکروترون برای تحقیقات علوم کاربردی و بکارگیری آن در خاورمیانه» معنی کرد.
نام این پروژه منحصر به فرد یادآور جمله معروف «سسمی باز شو» در داستان علی‌بابا و چهل دزد بغداد از مجموعه قصه‌های هزار و یک شب است و در آن غاری که چهل دزد بغداد گنج خود را در آن مخفی کرده‌اند با این عبارت جادویی به روی آن‌ها باز می‌شود با این استعاره که اکنون سسمی دهانه غار تحقیقاتی - علمی مشترک بین کشورهای منطقه را باز کرده‌است.

## پیشینه
پروژه سسمی همکاری علمی و فنی بین‌المللی برای تأسیس و استفاده از یک دستگاه سینکروترون در منطقه خاورمیانه است که با هدف توسعه تکنولوژی سینکروترون در منطقه خاورمیانه به وجود آمده‌است. سزامی اولین مرکز تحقیقاتی مهم با سرمایه‌گذاری مشترک بین‌المللی در خاورمیانه است که به وسیله دانشمندان و دولتمردان منطقه پایه‌گذاری شده‌است.
این طرح بین‌المللی زیر چتر یونسکو در سال ۲۰۰۲ آغاز به کار کرد و از سال ۲۰۰۳ به بعد به عنوان یک مؤسسه بین‌المللی مستقل به کار خود ادامه داده است. از سال ۲۰۰۶ پروژه تبدیل به یک مرکز علمی شد. ایران که از ابتدا با این پروژه همکاری داشت ده سال رسماً به پروژه پیوست. ایران، اردن، اسرائیل، ترکیه، فلسطین و پاکستان از پایه‌گذاران سسمی بودند، و بعد بحرین، مصر، و قبرس هم به آن پیوستند. سوئیس، فرانسه، یونان، ایتالیا، کویت، آلمان، ژاپن، سوئد، روسیه، پرتغال، انگلستان و آمریکا هم عضو ناظر هستند.
پیش‌بینی می‌شود که منابع تابش سینکروترون تأثیر زیادی بر توسعه علم و فناوری در منطقه خاورمیانه و همچنین توسعه صنعتی، آموزش دانشجویان و اقتصاد عمومی منطقه، داشته باشند. یکی از مهم‌ترین اهداف پروژه سزامی علاوه بر اهداف ذکر شده، ایجاد یک بستر برای ترویج توافق و صلح در منطقه به وسیلهٔ همکاری‌های علمی و فنی میان این کشورها است. سینکروترونی که در طرح سزامی استفاده خواهد شد، سینکروترونی است که پیش از این در آلمان استفاده می‌شده‌است و با به روز رسانی‌ها و افزایش توان و تغییر مشخصات فنی به منطقه منتقل خواهد شد و شاید بتوان آن را هدیه آلمانی‌ها به خاورمیانه نامید. دلیل آلمان برای اهدا این شتابدهنده به طرح سسمی این بود که ساخت دستگاه سینکروترون جدید خود را به پایان رسانده بود و وزارت آموزش و تحقیقات آلمان برای تمرکز بودجه بر روی فعالیت سینکروترون جدیدش تصمیم به تعطیلی فعالیت سینکروترون قدیمی گرفت. با پیشنهاد دو نفر از دست‌اندرکاران پروژه، قرار شد که سینکروترون قدیمی به عنوان هدیه‌ای از طرف آلمان به مکان جدید و مناسبی در خاورمیانه برای ایجاد یک مرکز تحقیقاتی در زمینه تابش سینکروترون منتقل شود.
ریاست پروژه سسمی را از سال ۲۰۰۸، دانشمند بریتانیایی پروفسور سر کریس لولین اسمیت (مدیر سابق سرن) به عهده دارد و در این مدت او باید از موانعی بسیار بزرگ این پروژه را عبور می‌داده است؛ تکمیل این پروژه حتی خود پروفسور لولین اسمیت را «کمی شگفت‌زده» کرد. او بزرگترین مشکل پروژه را تأمین بودجه مطرح کرد چرا که بودجه تحقیقاتی برخی کشورهای منطقه را با میکروسکوپ هم به زور می‌توان دید. نو بودن چنین پروژه‌ای، حساسیت‌ها و بحران‌های منطقه، تأمین بودجه و غیره باعث شد این پروژه با تاخیرهای متعدد و طولانی مواجه باشد.

## اعضا
اعضای مشارکت‌کننده در این طرح به دو گروه اعضای اصلی و ناظر تقسیم می‌شوند. کشورهای ایران، اردن، اسرائیل، ترکیه، فلسطین و پاکستان زیر نظر یونسکو از مؤسسان سسمی در سال ۲۰۰۲ بوده‌اند و هم‌اکنون به غیر از کشورهای مؤسس، بحرین، مصر، و قبرس از اعضای رسمی طرح هستند. کشورهای سوئیس، فرانسه، یونان، ایتالیا، کویت، آلمان، ژاپن، سوئد، روسیه، پرتقال، انگلستان و آمریکا عضو ناظر هستند. کشورهای مصر، اردن، اسراییل، فلسطین، ترکیه، بحرین، قبرس، ایران و پاکستان اعضای فعلی این مرکز هستند.
| - بحرین - قبرس - مصر | - ایران - اسرائیل - اردن | - پاکستان - فلسطین - ترکیه |

| - فرانسه - آلمان - یونان | - ایتالیا - کویت - پرتغال | - سوئد - بریتانیا - ایالات متحده آمریکا |

## تاریخچه و افراد
- کشور ایران در کنار ارمنستان و اردن در سال ۱۹۹۹ به عنوان نامزد مکان نصب این پروژه سینکروترون خاورمیانه مطرح شد ولی در نهایت کشور اردن موفق به دریافت این امتیاز شد. این در حالی بود که دو سال بعد ارمنستان شروع به ساخت سینکروترون ملی خود کرد. ایران نیز بعد از ۱۰ سال مطالعات اولیه ساخت سینکروترون ملی را آغاز کرد.
- کشور ایران از اعضای مؤسس این پروژه در سال ۱۹۹۹ بود و در سال ۲۰۰۷ با تصویب دولت و مجلس رسماً به عضویت این طرح علمی درآمد.
- اولین مسئول آموزش این پروژه رضا منصوری استاد فیزیک ایرانی است که در سال‌های ۲۰۰۱ تا ۲۰۰۳ معاون پژوهش وزارت علوم دولت ایران بود.
- این پروژه قرار بود در سال ۲۰۱۴ به‌طور کامل راه‌اندازی شود، ولی با خروج رئیس فنی ایتالیایی با نام گاییتانو وینولا و نیز دو تن از متخصصین ایرانی در طراحی این پروژه منطقه‌ای با نام‌های سعادت ورناصری و آرش کفطوسیان در کنار کاهش کمک‌های اتحادیه اروپا در سال ۲۰۱۰ احتمال موفقیت پروژه به‌طور چشمگیری کاهش یافته‌است. طبق شواهد موجود کشورهای ترکیه، پاکستان در سال ۲۰۱۱ از این طرح خارج خواهند شد. عدم پیشرفت و نبود دانش فنی کافی در این پروژه از دلایل ذکر شده کشور ترکیه در عدم همکاری و پرداخت کمک مالی به این طرح است. کشور ایران به دلیل تحریم‌های بین‌المللی تمایل فراوانی به عضویت و همکاری فعال با این پروژه دارد.
- مسئول فعلی آموزش این طرح منطقه‌ای جواد رحیقی استاد ایرانی فیزیک است.
- رئیس اجرایی این پروژه خالد توکان، رئیس شورای انرژی اتمی کشور اردن است.
- دکتر مسعود علی‌محمدی و دکتر مجید شهریاری، دو دانشمند ایرانی عضو سزامی، در سال ۲۰۱۰ در دو حملهٔ تروریستی در ایران کشته شدند.
- در سال ۲۰۱۲ یک تحول اساسی در بودجه پروژه اتفاق افتاد، زمانی که ایران، اسرائیل، مصر و اردن موافقت کردند پنج میلیون دلار برای این پروژه بپردازند مشروط بر این که بقیه کشورهای عضو هم چنین کنند.[۲]
- در ۱۶ مه ۲۰۱۷ پروژه توسط ملک عبدالله پادشاه اردن افتتاح شد. دو نماینده از ایران و نمایندگانی از دیگر کشورهای عضو، نمایندگانی از آژانس بین‌المللی انرژی اتمی، سرن و یونسکو در این مراسم حضور داشتند.[۲]